# Si somos americanos
Si somos americanos è il primo album del gruppo musicale cileno Inti-Illimani, pubblicato nel 1969.

## Descrizione
Dopo aver contribuito con singoli brani ai dischi collettivi Voz para el camino e Por la CUT il gruppo cileno Inti-Illimani, nel febbraio 1969, durante il suo primo tour in Bolivia, registra a La Paz 12 canzoni che andranno a formare il suo disco d'esordio. Confluiscono in questo LP tutti i brani messi a punto dal gruppo fino a quel momento più un paio realizzati in studio su richiesta dalla casa discografica.
L'album mostra già chiaramente la scelta del gruppo di dedicarsi a due distinti filoni musicali: i brani appartenenti alla tradizione del centro e sud-America da un lato e la nuova canzone d'autore (spesso politicamente impegnata) che in quegli anni sbocciava lungo tutto il continente latinoamericano.
Esempi del primo tipo sono canzoni come El canelazo o La naranja, mentre appartengono alla seconda tipologia brani come Si somos americanos, Juanito Laguna remonta un barrilete o Zamba de los humildes. Lo strumentale Huajra e Juanito Laguna remonta un barrilete diventeranno presto due classici del gruppo, verranno reincisi più volte e vengono ancora frequentemente eseguiti dal vivo.
Pubblicato originalmente in formato LP dalla Impacto Records, nel 2000 in Cile la Warner Music Chile ne ha ristampato in un unico CD una versione rimasterizzata a partire da copie in vinile, unitamente all'album Canto al programa. Questo album non è mai stato distribuito in Italia in nessuna versione.

## Tracce
1. Si somos americanos - 1:42 (R.Alarcón)
2. Huajra - 3:05 (A.Yupanqui)
3. El canelazo - 2:41 (tradizionale dell'Ecuador)
4. Estoy de vuelta - 2:24 (tradizionale dell'Argentina)
5. Juanito Laguna remonta un barrilete - 4:05 (Cosentino - H.Lima Quintana)
6. La lágrima - 3:10 (tradizionale della Bolivia)
7. Sed de amor - 3:07 (M.A.Valda)
8. Zamba de los humildes - 3:17 (O.Matua)
9. Lunita camba - 1:44 (P.Avila)
10. La naranja - 1:58 (tradizionale dell'Ecuador)
11. Voy a remontar los montes - 3:34 (tradizionale)
12. Lárgueme la manga - 3:18 (E.Navarro)

## Formazione
- Jorge Coulón - voce, chitarra
- Max Berrú - voce, bombo
- Horacio Salinas - chitarra, voce
- Horacio Duran - charango, voce
- Ernesto Pérez De Arce - quena, voce
- Homero Altamirano - quena, voce